# Змієподібна іглиця
Змієподібна іглиця, також змієвидна іглиця, або змієподібна морська голка (Nerophis) — рід морських іглиць. Представники роду характеризуються відсутністю у дорослих риб грудних, анального і хвостового плавців. Виводкова камера самця відкрита, розташована на череві й на хвості, яйця прикріплюються безпосередньо до черева.

## Види
Рід містить три види:

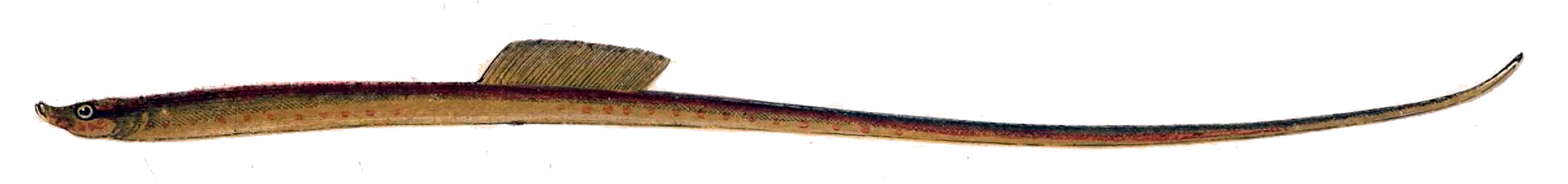
Іглиця червоподібна (Nerophis lumbriciformis (Jenyns, 1835))
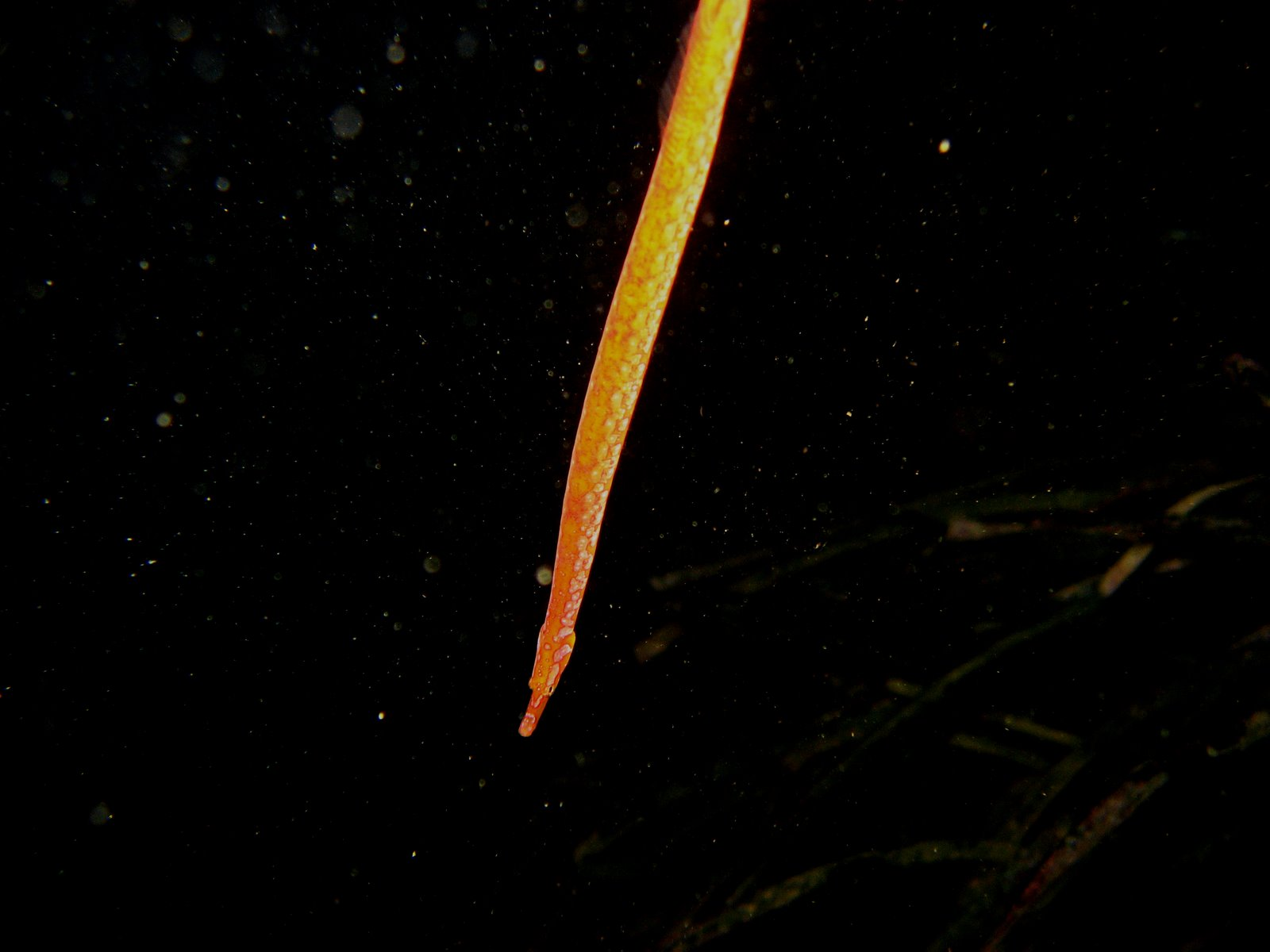
Іглиця плямиста (Nerophis maculatus Rafinesque, 1810)
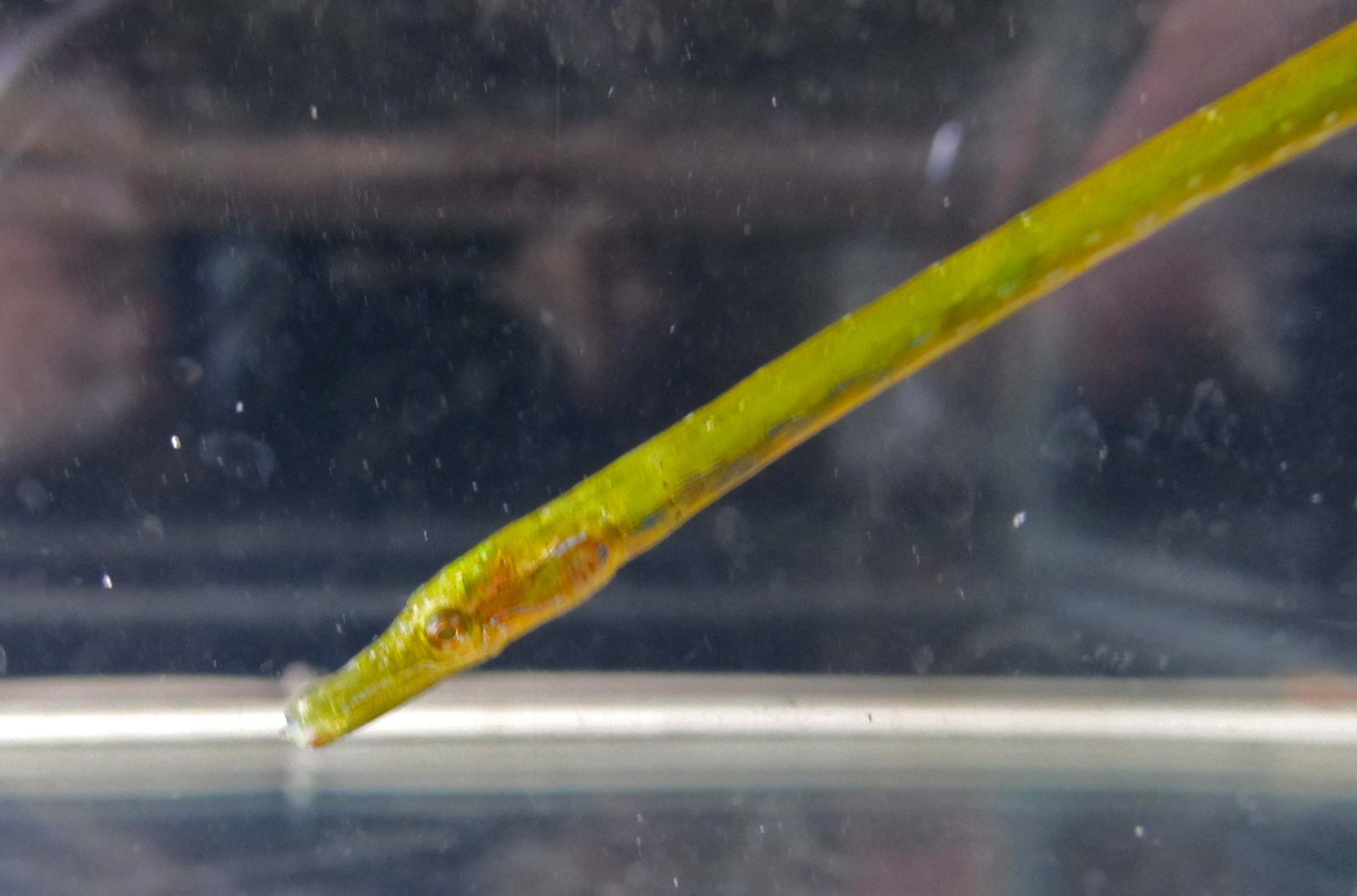
Іглиця прямоноса, або морське шило (Nerophis ophidion (Linnaeus, 1758))

Всі представники роду зустрічаються у водах північно-східної Атлантики, а іглиці прямоноса й плямиста також у Середземному морі.